# 楊子黎
楊子黎（1983年10月29日—），藝名奶油哥哥，擁有1/4的俄羅斯混血（祖母為俄羅斯人），台灣藝術大學舞蹈系畢業。曾為臺灣MOMO親子台的兒童節目主持人及MOMO家族成員，成員內稱為奶油哥哥。

## 電視節目

### 主持
- 2008年：MOMO親子台《親子玩科學1～3季》。
- 2006-2014年：MOMO親子台《MOMO歡樂谷1～8季》。
- 2010-2013年：台視《MR.Q特工隊1～3季》外景主持。

## 唱片

### MOMO歡樂谷
- 2008年1月：MOMO歡樂谷1-快樂BABY加加油。
- 2009年1月：MOMO歡樂谷2-歡樂谷的異想世界。
- 2010年1月：MOMO歡樂谷3-歡樂谷的夢想嘉年華。
- 2010年12月：MOMO歡樂谷4-歡樂谷的奇幻樂園。
- 2011年12月：MOMO歡樂谷5-歡樂谷愛的進行曲。
- 2012年12月：MOMO歡樂谷6-歡樂谷的音樂魔法。
- 2014年12月：MOMO歡樂谷8-MOMO飛到歡樂谷。
- 2015年12月：MOMO歡樂谷9-歡樂谷的快樂萬花筒。

### 單曲
- 2009年：八八風災賑災公益單曲 (藝人大合唱)。
- 2013年1月29日：數以百萬計的祝福 (藝人徐哲緯、亦帆、林采緹、黃宥傑大合唱)。
- 2013年5月17日：愛人好累 (個人數位單曲)。
- 2018年8月31日：在誰的黑夜裡 (個人數位單曲)。
- 2018年12月：著迷Complicated (<音樂合IV>數位合輯)。

## 戲劇/舞台劇
- 2001年：台灣高雄市觀光局《高雄愛情故事》。屏風表演班舞台劇《女兒紅》。
- 2002年：映畫製作《升空高飛》(飾演：阿雷)。舞台劇《夢幻胡桃鉗》。
- 2010年：momo玩劇場舞台劇《芊芊的夢遊仙境》。
- 2011年：如果兒童劇團舞台劇《豬探長》。中信銀文教舞台劇《食神群英會》。
- 2012年：如果兒童劇團舞台劇《誰是聖誕老公公》。
- 2017年：TIFA果陀劇場音樂劇《愛呀！我的媽》。
- 2018年：果陀劇場音樂劇《吻我吧娜娜》。

## 歌唱活動/比賽
- 2001年：《超級星期天》與王力宏合作演出。
- 2005年：《雪碧新聲飛揚絕對暢響大賽》南京站 第二名。
- 2006年：《娛樂百分百》黃力行歌舞大賽 第二名。
- 2007年：《娛樂百分百》陳小春歌唱大賽 第二名。
- 2010年：《娛樂百分百》羅志祥歌唱大賽 第一名。
- 2012年：《央視兒童春節聯歡晚會》奶油哥哥演出。
- 2016年：men's uno雜誌《第19屆超級男模大賽-演藝組》總決賽。

## 廣告／平面／活動
- 1999年：可口可樂廣告。
- 2001年：台灣高雄市觀光局《高雄愛情故事》。
- 2005-2006年：深入台灣偏遠山區關懷弱勢團體活動。
- 2010年：滿天星零食廣告。關懷癌末病童巡迴表演。
- 2015年：夏姿春裝發表會活動演出。
- 2016年：men’s uno雜誌。men’s body 雜誌。

## 連結
- 楊子黎Facebook專頁 （页面存档备份，存于）
- 楊子黎Facebook粉絲團
- 楊子黎粉絲後援會
- 楊子黎新浪微博
- 藝見傳播-楊子黎 （页面存档备份，存于）